# Selim Abdullah

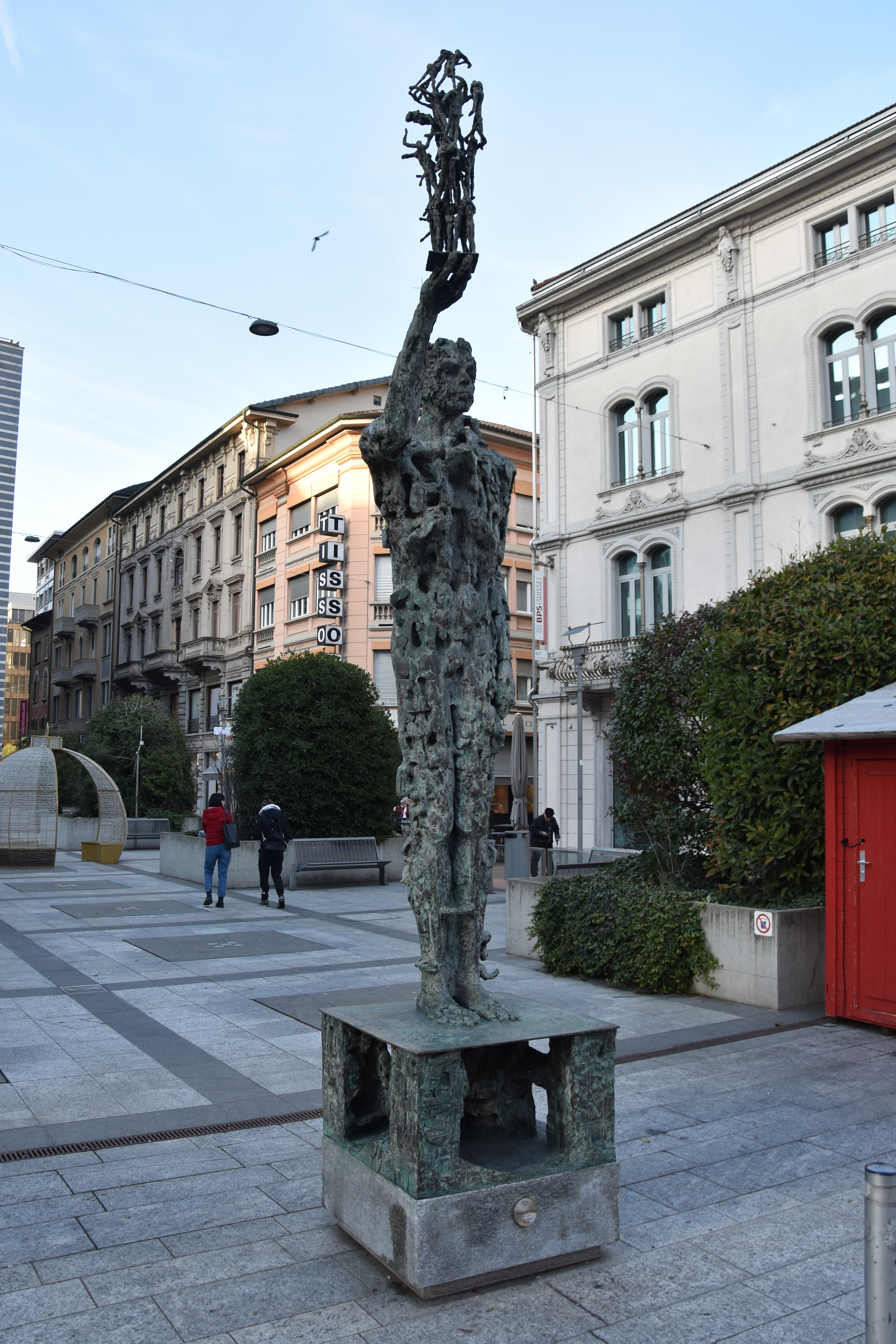
Tempo in città in piazza Indipendenza a Chiasso

Selim Abdullah (Baghdad, 13 maggio 1950) è uno scultore, pittore e incisore svizzero.

## Biografia
Compie la propria formazione a Baghdad, diplomandosi nel 1975 presso l'Istituto di Belle Arti. Nella capitale irachena avvengono anche le sue prime esposizioni, collettive e personali. Nel 1975 si trasferisce a Firenze per frequentare l'Accademia di Belle Arti: vi si diploma in scultura nel 1979. In Toscana continua la propria attività espositiva con mostre personali e collettive. Dal 1981 si trasferisce nella Svizzera Italiana, con studio a Besazio. Tra il 2006 e il 2015 vive e lavora fra Parigi e Atene. Dal 2018 ha lo studio a Genova e a Lugano. Ha partecipato a varie mostre collettive e personali, in Gallerie e Musei di differenti città svizzere ed europee. Sue personali si tengono, tra le altre, alla Galleria am Züriberg di Zurigo (1986), alla Galleria Verena Müller di Berna (1987), alla Galleria Kara di Ginevra (1989), alla Cité Internationale des Arts di Parigi (1989), al Museo Epper di Ascona (1991), al Palazzo dei Diamanti di Ferrara (1992), al Castelgrande di Bellinzona (1993), alla Galleria Bambaia di Busto Arsizio (1993, 1996, 2010), alla Galleria Koenart di Watou (Belgio, 1997), alla Galleria Matasci di Tenero (1997, 2012), alla Galleria Devoto di Genova (1999), allo Spazio-Teatro di Chiasso (2001), a Villa Rufolo di Ravello (2002), al Museo d'Arte di Mendrisio (2003-2004), al Centro Culturale Svizzero di Milano (2004), al Museoteatro della Commendadi Prè  di Genova (2011), al Museo Archeologico di Finale Ligure (2012), al Museo d'Arte di Appenzello (2017, 2020), allo Spazio-Laboratorio d'Arte Salita San Francesco di Genova (2019-2020).
Oltre a sculture di media e piccola dimensione, l'artista realizza opere a carattere monumentale di pubblica fruizione, tra l'altro a Bellinzona, Chiasso, Lugano, Genestrerio, Mendrisio.